# 24 Horas de Le Mans de 1952
As 24 Hours of Le Mans de 1952 foi o 20º grande prêmio automobilístico das 24 Horas de Le Mans, tendo acontecido nos dias 14 e 15 de junho 1952 em Le Mans, França no autódromo francês, Circuit de la Sarthe.

## Resultados Finais
| Pos    | Class | Nº | Equipe                          | Pilotos                                      | Chassis                          | Motor                            | Voltas |
| ------ | ----- | -- | ------------------------------- | -------------------------------------------- | -------------------------------- | -------------------------------- | ------ |
| 1      | S 3.0 | 21 | Daimler-Benz A.G.               | Hermann Lang Fritz Riess                     | Mercedes-Benz 300SL (W194)       | Mercedes-Benz 3.0L I6            | 277    |
| 2      | S 3.0 | 20 | Daimler-Benz A.G.               | Theo Helfrich Helmut Niedermayr              | Mercedes-Benz 300SL (W194)       | Mercedes-Benz 3.0L I6            | 276    |
| 3      | S 5.0 | 10 | Donald Healey                   | Leslie Johnson Tommy Wisdom                  | Nash-Healey 4 Litre              | Nash 4.1L I6                     | 262    |
| 4      | S 8.0 | 1  | Briggs Cunningham               | Briggs Cunningham William Spear              | Cunningham C4-R                  | Chrysler 5.5L V8                 | 252    |
| 5      | S 5.0 | 14 | Luigi Chinetti                  | André Simon Lucien Vincent                   | Ferrari 340 America Berlinette   | Ferrari 4.1L V12                 | 250    |
| 6      | S 2.0 | 39 | Scuderia Lancia                 | Luigi Valenzano Umberto Castiglioni          | Lancia Aurelia B.20              | Lancia 2.0L V6                   | 248    |
| 7      | S 3.0 | 32 | Peter C.T. Clark                | Peter Clark Mike Keen                        | Aston Martin DB2                 | Aston Martin 2.6L I6             | 248    |
| 8      | S 2.0 | 40 | Scuderia Lancia                 | Felice Bonetto Enrico Anselmi                | Lancia Aurelia B.20              | Lancia 2.0L V6                   | 247    |
| 9      | S S/C | 6  | André Chambas                   | André Morel André Chambas                    | Talbot-Lago T26 GS Comp.         | Talbot-Lago 4.5L Supercharged I6 | 235    |
| 10     | S 2.0 | 42 | M.P. Trevelyan                  | Rodney F. Peacock Gerry A. Ruddock           | Frazer Nash Le Mans Mk.II        | Bristol 2.0L I6                  | 225    |
| 11     | S 1.1 | 50 | Porsche KG                      | Auguste Veuillet Edmond Mouche               | Porsche 356/4                    | Porsche 1.1L Flat-4              | 220    |
| 12     | S 1.1 | 52 | Automobiles Panhard et Levassor | Charles Plantivaux Robert Chancel            | Panhard Dyna X86 Coupe           | Panhard 0.9L Flat-2              | 217    |
| 13     | S 1.5 | 45 | Marcel Becquart                 | Marcel Becquart Gordon Wilkins               | Jowett Jupiter R1                | Jowett 1.5L Flat-4               | 210    |
| 14     | S 750 | 60 | Ets. Monopole                   | Jean Hémard Eugène Dossous                   | Monopole X84                     | Panhard 0.6L Flat-2              | 208    |
| 15     | S 750 | 68 | Renault                         | Ernest de Regibus Marius Porta               | Renault 4CV                      | Renault 0.7L I4                  | 195    |
| 16     | S 750 | 61 | Raymond Gaillard                | Raymond Gaillard Pierre Chancel              | Panhard Dyna X84 Sport           | Panhard 0.6L Flat-2              | 186    |
| 17     | S 750 | 67 | Renault                         | Jean Redélé Guy Lapchin                      | Renault 4CV                      | Renault 0.7L I4                  | 178    |
| 18 DNF | S 5.0 | 8  | Pierre Levegh                   | Pierre Levegh                                | Talbot-Lago T26 GS Spider        | Talbot-Lago 4.5L I6              |        |
| 19 DNF | S 3.0 | 25 | Aston Martin Ltd.               | Lance Macklin Peter Collins                  | Aston Martin DB3 Spyder          | Aston Martin 2.6L I6             |        |
| 20 DNF | S 5.0 | 65 | Eugène Chaboud                  | Eugène Chaboud Charles Pozzi                 | Talbot-Lago T26                  | Talbot-Lago 4.5L I6              |        |
| 21 DNF | S 1.5 | 48 | Automobili O.S.C.A.             | Dr. Mario Damonte "Martial"                  | O.S.C.A. MT-4 1300 Coupe Vignale | O.S.C.A. 1.3L I4                 |        |
| 22 DNF | S 2.0 | 41 | Automobiles Frazer Nash Ltd.    | Richard Stoop Peter Wilson                   | Frazer Nash Mille Miglia         | Bristol 2.0L I6                  |        |
| 23 DNF | S 1.5 | 47 | Auguste Lachaize                | Eugène Martin Auguste Lachaize               | Porsche 356/4                    | Porsche 1.5L Flat-4              |        |
| 24 DNF | S 1.5 | 46 | Jowett Cars Ltd.                | Bert Hadley Tommy Wise                       | Jowett Jupiter R1                | Jowett 1.5L Flat-4               |        |
| 25 DNF | S 750 | 56 | Just-Emile Vernet               | Just-Emile Vernet Jean Pairard               | Renault 4CV                      | Renault 0.7L I4                  |        |
| 26 DNF | S 3.0 | 31 | N.H. Mann                       | Nigel Mann Mortimer Morris-Goodall           | Aston Martin DB2                 | Aston Martin 2.6L I6             |        |
| 27 DNF | S 8.0 | 5  | S.H. Allard                     | Frank G. Curtis Zora Arkus-Duntov            | Allard J2X                       | Cadillac 5.4L V8                 |        |
| 28 DNF | S 8.0 | 4  | S.H. Allard                     | Sydney Allard Jack Fairman                   | Allard J2X                       | Cadillac 5.4L V8                 |        |
| 29 DNF | S S/C | 43 | Alexandre Constantin            | Alexandre Constantin Jacques Poch            | Constantin C                     | Peugeot 1.3L Supercharged I4     |        |
| 30 DNF | S 5.0 | 12 | Luigi Chinetti                  | Luigi Chinetti Jean Lucas                    | Ferrari 340 America B            | Ferrari 4.1L V12                 |        |
| 31 DNF | S 3.0 | 34 | Automobiles Gordini             | Jean Behra Robert Manzon                     | Gordini T15S                     | Gordini 2.3L I6                  |        |
| 32 DNF | S 5.0 | 9  | Pierre Meyrat                   | Pierre Meyrat Guy Mairesse                   | Talbot-Lago T26 GS               | Talbot-Lago 4.5L I6              |        |
| 33 DNF | S 3.0 | 33 | Charles Moran                   | Charles Moran Franco Cornacchia              | Ferrari 212MM Coupe              | Ferrari 2.6L V12                 |        |
| 34 DNF | S 750 | 59 | Automobiles Panhard et Levassor | Jacques Savoye Raymond Lienard               | Panhard Dyna X84 Spot            | Panhard 0.6L Flat-2              |        |
| 35 DNF | S 3.0 | 30 | Scuderia Ferrari                | Pierre Boncompagni Tom Cole Jr.              | Ferrari 225S Berlinetta          | Ferrari 2.7L V12                 |        |
| 36 DNF | S 1.5 | 64 | Maurice Gatsonides              | Maurice Gatsonides Hugo van Zuylen Nijeveldt | Jowett Jupiter R1                | Jowett 1.5L Flat-4               |        |
| 37 DNF | S 3.0 | 22 | Daimler-Benz A.G.               | Karl Kling Hans Klenk                        | Mercedes-Benz 300SL (W194)       | Mercedes-Benz 3.0L I6            |        |
| 38 DNF | S 8.0 | 2  | Briggs Cunningham               | Phil Walters Duane Carter                    | Cunningham C4-RK Coupe           | Chrysler 5.5L V8                 |        |
| 39 DNF | S 750 | 54 | Renault                         | Louis Pons Paul Moser                        | Renault 4CV                      | Renault 0.7L I4                  |        |
| 40 DNF | S 1.1 | 51 | Porsche KG                      | Huschke von Hanstein Petermax Müller         | Porsche 356/4                    | Porsche 1.1L Flat-4              |        |
| 41 DNF | S 8.0 | 3  | Briggs Cunningham               | John Fitch George Rice                       | Cunningham C4-R                  | Chrysler 5.5L V8                 |        |
| 42 DNF | S 5.0 | 15 | Ecurie Rosier                   | Louis Rosier Maurice Trintignant             | Ferrari 340 America Spyder       | Ferrari 4.1L V12                 |        |
| 43 DNF | S 750 | 58 | Automobiles Deutsch et Bonnet   | Jean-Paul Colas Robert Schollmann            | DB Coupe                         | Panhard 0.7L Flat-2              |        |
| 44 DNF | S 1.5 | 44 | Automobiles Gordini             | Roger Loyer Charles de Clareur               | Gordini T15S                     | Gordini 1.5L I4                  |        |
| 45 DNF | S 5.0 | 16 | Luigi Chinetti                  | Pierre-Louis Dreyfus René Dreyfus            | Ferrari 340 America Barchetta    | Ferrari 4.1L V12                 |        |
| 46 DNF | S 5.0 | 18 | Jaguar Ltd.                     | Tony Rolt Duncan Hamilton                    | Jaguar C-Type                    | Jaguar 3.5L I6                   |        |
| 47 DNF | S 750 | 57 | Automobiles Deutsch et Bonnet   | René Bonnet Élie Bayol                       | DB                               | Panhard 0.7L Flat-2              |        |
| 48 DNF | S 3.0 | 26 | Aston Martin Ltd.               | Dennis Poore Pat Griffith                    | Aston Martin DB3 Spyder          | Aston Martin 2.6L I6             |        |
| 49 DNF | S 3.0 | 35 | Robert Lawrie                   | Robert Lawrie John Isherwood                 | Morgan Plus-4                    | Standard 2.1L I4                 |        |
| 50 DNF | S 5.0 | 11 | Donald Healey                   | Pierre Veyron Yves Giraud-Cabantous          | Nash-Healey                      | Nash 4.1L I6                     |        |
| 51 DNF | S 750 | 53 | Renault                         | Yves Lesur André Briat                       | Renault 4CV                      | Renault 0.7L I4                  |        |
| 52 DNF | S 3.0 | 62 | Scuderia Ferrari                | Alberto Ascari Luigi Villoresi               | Ferrari 250S Berlinetta          | Ferrari 3.0L V12                 |        |
| 53 DNF | S 5.0 | 17 | Jaguar Ltd.                     | Stirling Moss Peter Walker                   | Jaguar C-Type                    | Jaguar 3.5L I6                   |        |
| 54 DNF | S 5.0 | 19 | Jaguar Ltd.                     | Peter Whitehead Ian Stewart                  | Jaguar C-Type                    | Jaguar 3.5L I6                   |        |
| 55 DNF | S 750 | 55 | Jacques Lecat                   | Jacques Lecat Henri Senfftleben              | Renault 4CV                      | Renault 0.7L I4                  |        |
| 56 DNF | S 3.0 | 27 | Aston Martin Ltd.               | Reg Parnell Eric Thompson                    | Aston Martin DB3 Coupe           | Aston Martin 2.6L I6             |        |
| 57 DNF | S 1.1 | 49 | Norbert Jean Mahé               | Jose Scaron Norbert Jean Mahé                | Simca-Gordini TMM                | Gordini 1.1L I4                  |        |

Legenda :DNQ = Não largou - DNF = Abandono - NC = Não classificado - DSQ= Desqualificado